# Džánušíršásana

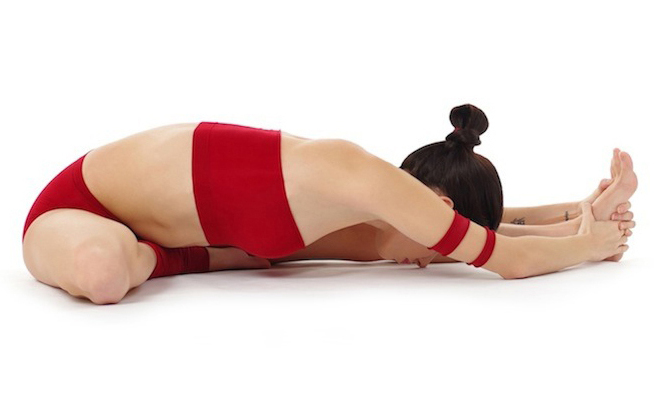
Džánušíršásana

Džánušíršásana (जानु शीर्षासन) je jednou z ásan.

## Etymologie
Název pochází ze slov džánu (जानु) "koleno", šírša (शीर्ष) "hlava", a ásana (आसन) "pozice/posed". (Podobný název šíršásana odpovídá jiné pozici – stoji na hlavě).

## Popis
V této pozici se protahuje trup od páteře po jednotlivých obratlích k temeni hlavy. Lze přidat i rotace trupu a pak navíc dojde k uvolnění meziobratlové ploténky. Na výběr jsou různé varianty založení nohou a uchopení rukou. K ochraně úponů se doporučuje mít stehna stažená. Trpělivost v této poloze přináší poměrně rychlé výsledky.